# Bibliotheca sanctorum patrum

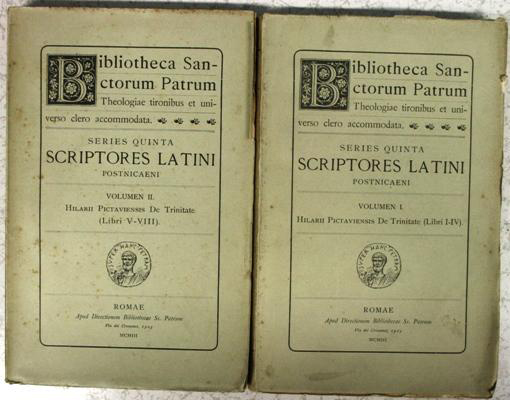
I primi due volumi della serie quinta.

La Bibliotheca sanctorum patrum, titolo abbreviato per Bibliotheca sanctorum patrum theologiæ tironibus et universo clero accomodata, è un'opera che raccoglie i testi dei Padri della Chiesa, pubblicata nel 1901.
L'opera venne curata da padre Giuseppe Vizzini in 16 volumi, ma è rimasta incompleta.

## Struttura dell'opera
L'opera è strutturata in questa maniera:
- Serie prima: volumen I II III e IV - Patres Apostolici.
- Serie secunda: Scriptores Graeci Antenicaeni
- Serie tertia: volumen I II III IV V - Scriptores latini antenicaeni
- Serie quinta: volumen I, II, III, V, VI - Scriptores latini postnicaeni.
- Serie sesta: - Scriptores Saec. V et VI